# Pražská vysoká škola psychosociálních studií
Pražská vysoká škola psychosociálních studií, s.r.o. je česká soukromá vysoká škola neuniverzitního typu, zaměřující se na oblast sociální práce a psychologie. Založena byla v roce 2001, sídlí v Praze. Škola je známá také nabízením nejrůznějších tematických seminářů.

## Obory
Škola nabízí dva bakalářské programy:
- B6731 Sociální politika a sociální práce, obor Sociální práce se zaměřením na komunikaci a aplikovanou psychoterapii
- B7701 Psychologie, obor Psychologie

a dva navazující magisterské programy:
- N6731, N6734 Sociální politika a sociální práce, obor Sociální práce se zaměřením na komunikaci a aplikovanou psychoterapii
- N7701 Psychologie, obor Psychologie

## Historie
V roce 1991 byla založena Pražská psychoterapeutická fakulta, následně je založena v roce 2001 Jaroslavem Skálou, Jiřím Růžičkou, Arnoštkou Maťovou a Evou Růžičkovou Pražská vysoká škola psychosociálních studií.

## Současnost
V současné době na škole studuje téměř 400 studentů. V rámci výuky studenti již na bakalářském stupni absolvují sebezkušenost a praxi na odborných pracovištích. Studenti mají k dispozici knihovnu vybavenou odbornou literaturou a počítači. Celá škola je pokryta bezdrátovou sítí s možností připojení k Internetu.

## Další aktivity

### Celoživotní vzdělávání
Celoživotní vzdělávání je určeno široké veřejnosti se zájmem o psychoterapii. Studium je víkendové po dobu tří let. V rámci celoživotního vzdělávání jsou k dispozici také vzdělávací programy zaměřené na výkon povolání.

### Erasmus +
Škola pořádá výměnné pobyty v rámci programu Erasmus +. Více informací je k dispozici na stránkách školy.

### Psychoterapeutický výcvik
PVŠPS pořádá psychodynamické a daseinsanalytické výcviky. Absolventi po ukončení výcviku obdrží osvědčení o jeho absolvování. Škola dále pořádá víkendové semináře zaměřené na psychoterapii.